# Kamenná Horka
Kamenná Horka är en ort i Tjeckien.   Den ligger i regionen Pardubice, i den östra delen av landet, 160 km öster om huvudstaden Prag. Kamenná Horka ligger 542 meter över havet och antalet invånare är 291.
Terrängen runt Kamenná Horka är platt åt sydväst, men åt nordost är den kuperad. Runt Kamenná Horka är det ganska tätbefolkat, med 54 invånare per kvadratkilometer. Närmaste större samhälle är Svitavy, 5,0 km väster om Kamenná Horka. I omgivningarna runt Kamenná Horka växer i huvudsak blandskog.